# Rio Jacaré (Goiás)
O rio  Jacaré é um curso de água que banha o estado de Goiás, no Brasil.